# Estók János
Estók János (Budapest, 1958. augusztus 26. –) magyar történész, muzeológus, egyetemi tanár, az ELTE Bölcsészettudományi Kar oktatója, 2014-től a Magyar Mezőgazdasági Múzeum igazgatója.

## Élete
Estók János a szegedi Tömörkény István Gimnáziumban és a fővárosi Németh László Gimnázium végezte el középiskolai tanulmányait. Ezt követően az Eötvös Loránd Tudományegyetem Bölcsészettudományi Karán tanult tovább, és Szabad György előtt védte meg  A mezőgazdasági eszköz- és gépgyártás Magyarországon a XIX. században című szakdolgozatát. 1991-ben „summa cum laude” minősítéssel egyetemi doktori (dr. univ.) címet szerzett. 1995-ben doktorátust (CsC) szerzett (ugyancsak „summa cum laude”), kutatási területe A magyar mezőgazdasági gépgyártás története 1944-ig volt. 
Az Eötvös Loránd Tudományegyetem Gazdaság- és Társadalomtörténeti Tanszékének oktatója volt, de olykor órákat tartott más történeti tanszékeken is, egyben 2017 óta a doktori iskolája tagja. Emellett 2012-ben a magasabb vezetői megbízáshoz szükséges vezetői ismereteket nyújtó akkreditált képzést, majd a felsővezetői gazdasági képzés I. (2016) és II. (2018) szintjét is  teljesítette. 2003-től a Magyar Mezőgazdasági Múzeum tudományos titkára, 2009-től főigazgató helyettese. A 2014. szeptember 15-én a múzeum igazgatójává nevezték ki.
Kutatási területe a mezőgazdasági termelés, üzemszervezet, technika és technológia története, az agrártársadalom, és a feldolgozóipar története.
2022-ben elnyerte a Magyar Érdemrend lovagkeresztje kitüntetést.

## Munkahelyei (időrendben)
- 1984–1986: a budapesti Németh László Gimnáziumban történelem-, magyar nyelv- és irodalomtanár
- 1986–1991: főiskolai tanársegéd, Budapesti Tanárképző Főiskola, majd az ELTE Tanárképző Főiskolai Kara (ELTE-TFK)
- 1991–1995: főiskolai adjunktus
- 1995–1997: főiskolai docens
- 1997–2003: főiskolai tanár
- 2003–2023: az ELTE Bölcsészettudományi Kar (ELTE-BTK) Gazdaság- és Társadalomtörténeti Tanszékének agrártörténeti oktatója
- 2003–2009: a Magyar Mezőgazdasági Múzeum tudományos titkár
- 2009–2014: a Magyar Mezőgazdasági Múzeum főigazgató-helyettese
- 2014–: a Magyar Mezőgazdasági Múzeum kinevezett főigazgatója

## Művei

### Könyvek (időrendben)
- A mezőgazdasági gépgyártás története Magyarországon a kezdetektől 1944-ig. Budapest 1996.
- A boldog békeidők. Magyarország története 1849–1914. Magyar Könyvklub–Helikon Kiadó, Budapest 1998, 1999.
- Magyarország története 1849–1914. Nemzeti Tankönyvkiadó, Budapest 1999.
- Királynék könyve. Magyarország királynői, királynéi, kormányzónéi és fejedelemasszonyai. Helikon Kiadó, Budapest 2000., 2001.
- Képes gépeskönyv. Gépek a magyar mezőgazdaságban 1945-ig. Mezőgazda Kiadó, Budapest 2001.
- Igazság és törvény. Deák Ferenc élete. Nemzeti Tankönyvkiadó, Budapest 2003.
- Királynék könyve. Magyarország királynői, királynéi, kormányzónéi és fejedelemasszonyai. Harmadik, javított kiadás. Helikon Kiadó, Budapest 2005.
- Széchenyi István gróf élete és kora. Officina Kiadó, Budapest 2010.

### Könyvrészletek (időrendben)
- Megváltozó Európa képe [A boldog békeidőktől az első világháború vérzivataráig]. Írta és szerk. Isabelle Backouche [et al.] [magyar átdolgozás: Estók János]. [Gütersloh] - Mohndruck, Budapest 1995. 104.
- A mezőgazdasági gépgyártás története Magyarországon, 1848-1944. In Magyarország agrártörténete. Orosz István, Für Lajos, Romány Pál (szerk.) Mezőgazda Kiadó, Budapest 1996. 249-269.
- Az 1848-49. évi forradalom és szabadságharc története. Hermann Róbert (szerk.) Videopont Kiadó, Budapest 1996.
- Dobszay Tamás, Estók János, Salamon Konrád, Szerencsés Károly, Tombor László: Tisztelt Ház! A magyar országgyűlések története 1848-1998. Budapest 1998. 46-105.
- Csaba Csorba, János Estók, Konrád Salamon: The Illustrated History of Hungary. Budapest 1999.
- Ungheria, Mille anni nel cuore d'Europa. Miniszterelnöki Hivatal. Budapest 2000. 49.
- A polgárosodó Magyarország. In Csorba Csaba, Estók János, Salamon Konrád: Magyarország képes története. Magyar Könyvklub, Budapest 1999. 129-179.
- Ungarn auf dem Weg der bürgerlichen Umgestaltung. In Csaba Csorba, János Estók, Konrád Salamon: Die Illustrierte Geschichte Ungarns. Budapest 2000. 129-177.
- Hungary is the Meeting Point. Budapest 2000. (Gazda Istvánnal közösen, a hannoveri világkiállítás tiszteletére)
- Technikatörténet 1918-2000. In Magyar Kódex. VI. kötet. Szentpéteri József (főszerk.). Kossuth Kiadó, Budapest 2001. 380-404.
- Naissance de la Hongrie Moderne. In Csaba Csorba, János Estók, Konrád Salamon: Histoire illustrée de la Hongrie. Budapest 2001. 129-177.
- Agrártörténet 1848-1889. In Estók János, Fehér György, Gunst Péter, Varga Zsuzsanna: Agrárvilág Magyarországon, 1848-2002. Estók János (szerk.) Argumentum Kiadó-Magyar Mezőgazdasági Múzeum, Budapest, 2003. 6-89.
- A kiegyezés mérlege. In Deák Ferenc élete és kora. Pannonica Kiadó, Budapest, 2003. 114-128.
- Agronomie. In Hongrois Célébres. ed. István Gazda, András Gervai. Kossuth Kiadó, Budapest 2004. 146-155.
- Agricultural Science. In World Famous Hungarians. ed. István Gazda, András Gervai. Kossuth Kiadó. Budapest 2004. 146-155.
- Agrarwissenschaften. In Weltberühmte Ungarn. ed. István Gazda, András Gervai. Kossuth Kiadó, Budapest 2004. 146-155.
- Agrártörténet 1848-1889. In Estók János, Fehér György, Gunst Péter, Varga Zsuzsanna: Agrárvilág Magyarországon, 1848-2004. Estók János (szerk.) Argumentum Kiadó-Magyar Mezőgazdasági Múzeum, Második, bővített kiadás. Budapest 2004. 6-89.
- Agrarian history 1848-1889. In History of Hungarian Agriculture and Rural Life. ed. János Estók. Argumentum Kiadó-Magyar Mezőgazdasági Múzeum, Budapest, 2004. 7-81.
- Agrártudomány. In Világhíres magyarok. Gazda István, Gervai András (szerk.) Kossuth Kiadó, Budapest 2004. 146-155.
- A polgárosodó Magyarország. In Csorba Csaba, Estók János, Salamon Konrád: Magyarország képes története. Helikon Kiadó, Javított, bővített kiadás, Budapest 2005.
- Kodanlikustuv Ungari. In Csaba Csorba, János Estók, Konrád Salamon: Ungari ajalugu sonas ja pildis. Kirjastus Ilmamaa, Tartu 2005. 129-177.
- A mezőgazdasági gépek seregszemléi. (János Estók: Musters of agricultural machines) In Magyarország mezőgazdasága országos kiállításokon. Hungarian agriculture at national exhibitions. Estók János (szerk.) Magyar Mezőgazdasági Múzeum, Budapest 2005. 74 83.
- Híres nők a magyar történelemben. Kossuth Kiadó, Budapest 2007. 230. [társszerző: Szerencsés Károly].
- Az 1848-49. évi forradalom és szabadságharc képes története. Hermann Róbert (szerk.) Tóth Könyvkereskedés és Kiadó, Debrecen 2008.

## Videófelvételek
- Duett - 2017. július 8. Vendégünk: Estók János – Youtube.com, Közzététel: 2017. júl. 10.
- dr. Estók János - „Egy romantikus várkastély - a városligeti Vajdahunyadvár története” – Youtube.com, Közzététel: 2017. máj. 16.
- Főhajtás az aradi vértanúk előtt – Youtube.com, Közzététel: ?
- Múlt századi befőttek kerültek a Mezőgazdasági Múzeum gyűjteményébe – Youtube.com, Közzététel: 2017. ápr. 21.